# ویلیام تلفر
ویلیام تلفر (انگلیسی: William Telfer; ۱۶ ژانویهٔ ۱۸۸۶ – ۱۳ ژانویهٔ ۱۹۶۸) پرسنل نظامی و یک روحانی و استاد دانشگاهی در دانشگاه کمبریج انگلیسی بود که در مطالعات اولیه مسیحیت تخصص داشت.
وی همچنین برندهٔ جوایزی همچون صلیب نظامی شده‌است.